# Oxford Dictionary of Byzantium
L'Oxford Dictionary of Byzantium (spesso abbreviato in ODB) è un dizionario storico, in tre volumi, pubblicato dalla Oxford University Press. Esso contiene informazioni complete in inglese su temi che riguardano l'Impero bizantino. È stato curato dal compianto Dott. Alexander Kazhdan, e fu pubblicato la prima volta nel 1991. Kazhdan era un professore della Princeton University che è diventato un Senior Research Associate presso la Dumbarton Oaks, Washington prima della sua morte. Ha contribuito a molti degli articoli nel Dizionario firmando sempre con le sue iniziali AK, alla fine di ogni articolo, per indicare il suo contributo.

## Descrizione
Il dizionario è disponibile in stampa ed in versione elettronica sul The Oxford Digital Reference Shelf. Esso copre i principali eventi storici di Bisanzio, così come importanti eventi sociali e religiosi. Esso comprende anche le biografie di eminenti personalità politiche e letterarie e descrive in dettaglio questioni religiose, sociali, culturali, argomenti giuridici e politici. Fra i temi culturali vi sono musica, teologia e arti. Altri temi trattati comprendono guerra, demografia, istruzione, agricoltura, commercio, scienza, filosofia e medicina fornendo un quadro completo della complessa e avanzata struttura politica e sociale della società bizantina.
L'impero bizantino, con il suo centro situato nella capitale Costantinopoli, è stato uno degli stati più influenti e potenti del suo tempo. La civiltà di Bisanzio con la sua combinazione di classico e pensiero religioso influenzò l'evoluzione politica e culturale dell'Italia, dell'Europa orientale e della Russia. Anche India, Cina e Scandinavia subirono l'influenza della cultura bizantina. Il dizionario contiene oltre 200 illustrazioni, tabelle e mappe, ed è un punto di riferimento per lo studio e la ricerca della civiltà bizantina.

## Premi
L'Oxford Dictionary of Byzantium ha vinto numerosi premi:
- 1991 – Reference Reviews Awards: Miglior opera specialistica di riferimento.
- 1991 – R R Hawkins Award: Più importante per riferimento professionale o attività scientifica, il precedente è stato premiato dalla divisione di editoria professionale e scientifica del Association of American Publishers.